# چندلر (اکلاهما)
چندلر(به انگلیسی: Chandler) شهری در ایالت اکلاهما کشور ایالات متحده آمریکا است که جمعیت آن در سرشماری سال ۲۰۱۰ میلادی، ۳٬۱۰۰ نفر بوده‌است.